# Жукия
Жукия (порт. Juquiá)  —  муниципалитет в Бразилии, входит в штат Сан-Паулу. Составная часть мезорегиона Южное побережье штата Сан-Паулу. Входит в экономико-статистический  микрорегион Режистру. Население составляет 23 149 человек на 2006 год. Занимает площадь 820,961 км². Плотность населения — 28,2 чел./км².
Праздник города —  10 апреля.

## История
Город основан 10 апреля 1948 года.
История Жукии, как и многих других бразильских городов, тесно связана с историей колонизации Португалией. Первые европейские поселенцы появились в этом регионе в начале XVI века. С прибытием португальских колонистов началась эксплуатация местных ресурсов, включая землю и рабочую силу индейцев.
Жукия была основана в период колонизации, и ее развитие было тесно связано с сельским хозяйством и добычей природных ресурсов. В течение истории город прошел через различные этапы экономического и социального развития, включая периоды процветания и кризисов.
Сегодня Жукия остается важным центром для своего региона, привлекая как местных жителей, так и туристов своей красивой природой и разнообразными культурными достопримечательностями.

## Статистика
- Валовой внутренний продукт на 2003 составляет 95.798.184,00 реалов (данные: Бразильский институт географии и статистики).
- Валовой внутренний продукт на душу населения на 2003 составляет 4.366,17 реалов (данные: Бразильский институт географии и статистики).
- Индекс развития человеческого потенциала на 2000 составляет 0,742 (данные: Программа развития ООН).

## География
Климат местности: субтропический. В соответствии с классификацией Кёппена, климат относится к категории Cfa.